# Marine Johannès
Marine Johannès (21 de janeiro de 1995) é uma basquetebolista profissional francesa.

## Carreira
Marine Johannès integrou a Seleção Francesa de Basquetebol Feminino, na Rio 2016, ficando na quarta colocação. Nos Jogos Olímpicos de Verão de 2024, em Paris, conquistou a medalha de prata no torneio feminino do basquetebol, após confronto na final contra a equipe dos Estados Unidos.